# Évelyn Regimbald
Pour les articles homonymes, voir Régimbald.
Évelyn Regimbald est une actrice québécoise.

## Filmographie
- 1978 : The Battle of the Châteauguay
- 1980 : The National Scream : BCC lady
- 1985 : Elvis Gratton: Le king des kings : Yvette
- 1986 : Le Déclin de l'empire américain : Réceptionniste du salon de massage
- 1988 : Les Portes tournantes : Spectatrice
- 1988 : À corps perdu : Infirmière
- 1995 : Le Sphinx : Danseuse Motel